# .um
Pour les articles homonymes, voir UM.
.um était le domaine national de premier niveau (country code top level domain : ccTLD) réservé aux îles mineures éloignées des États-Unis, un groupe de neuf territoires insulaires inhabités, situées dans l'océan Pacifique. Il était administré par le United States Minor Outlying Islands Registry. Jusqu'à la fin 2006, l'USMIR était hébergé à l'Institut des sciences de l'information de l'université du Sud de la Californie (USC-ISI), qui était l'administrateur initial du domaine .us avant que NeuStar (en) ne reprenne ce rôle.
En janvier 2007, l'Internet Corporation for Assigned Names and Numbers (ICANN) a supprimé le domaine .um de la liste principale des noms de domaine en raison de l'inutilisation du domaine et du souhait de l'USC-ISI de se défaire de la responsabilité du domaine. En novembre 2007, sur le site web du registre www.nic.um, un message indiquait : « L'enregistrement est FERMÉ pour le moment. Nous n'acceptons que les comptes de bureaux d'enregistrement ». Des liens vers une brève description de chacune des îles américaines étaient également fournis. En décembre 2007, l'enregistrement a été ouvert à titre expérimental, moyennant des frais de "maintenance annuelle du compte" de 1 200 dollars et un enregistrement annuel de domaine de 30 dollars.
Depuis que l'USC-ISI s'est désengagé de ce registre, EP.NET a hébergé USMIR fin 2006 et a continué à l'administrer. Selon le site www.nic.um de l'époque, le TLD n'était plus affilié à l'USC-ISI et avait transformé l'entreprise en une société indépendante, USMIR, dont les coordonnées sont les mêmes que celles de la limited liability company EP.net. L'accès au site web sans le sous-domaine "www" renvoie à une copie du site principal d'EP.net.
Certains sites web .um, comme "hotel.um" et "co.um", sont apparus après l'ouverture du registre du TLD, cependant, depuis le 20 avril 2008, le domaine .um a été supprimé de la zone racine du DNS. Il semble que l'ICANN ait pris la décision de retirer le domaine .um de la zone racine depuis que l'USC-ISI en a fait la demande. On ne sait pas si l'USMIR remboursera les propriétaires de domaines. Selon le rapport de révocation sur le site web de l'IANA, le département du Commerce des États-Unis a approuvé la suppression et a également demandé à l'ICANN de ne pas réattribuer le domaine sans l'accord préalable du département du Commerce.
Depuis lors, .um est répertorié par l'IANA dans la base de données de la zone racine comme Not assigned (non attribué).